# Wurm
El arroyo Wurm (en alemán, Wurm; en holandés: Worm) es un arroyo de Alemania (Westfalia), afluente a la orilla izquierda del río Rur, afluente del río Mosa (no confundir con el río Ruhr). Las fuentes del Wurm son ciertos arroyos de los bosques suroccidentales de Aquisgrán (en alemán, Aachen), que dan lugar al Wurm una vez pasado el embalse de Diepenbenden. A partir de ese punto, y en la actualidad, el Wurm fluye a través de canales hasta la ciudad de Aquisgrán, hasta que vuelve a salir a la superficie en el Europaplatz, al este de Aquisgrán. Al norte de Aquisgrán (entre Kerkrade, en los Países Bajos, y Herzogenrath, en Alemania) el río constituye la frontera con Holanda durante 10 kilómetros aproximadamente. Desemboca en el río Rin cerca de Heinsberg. Otras ciudades que se encuentran a orillas del arroyo Wurm son Würselen, Übach-Palenberg y Geilenkirchen. 
Se piensa que el nombre Wurm tiene su origen en la palabra alemana warm, cálido (al igual que en inglés), dado que los arroyos de su cabecera se alimentan de las fuentes termales de la región de Aquisgrán.

## Galería

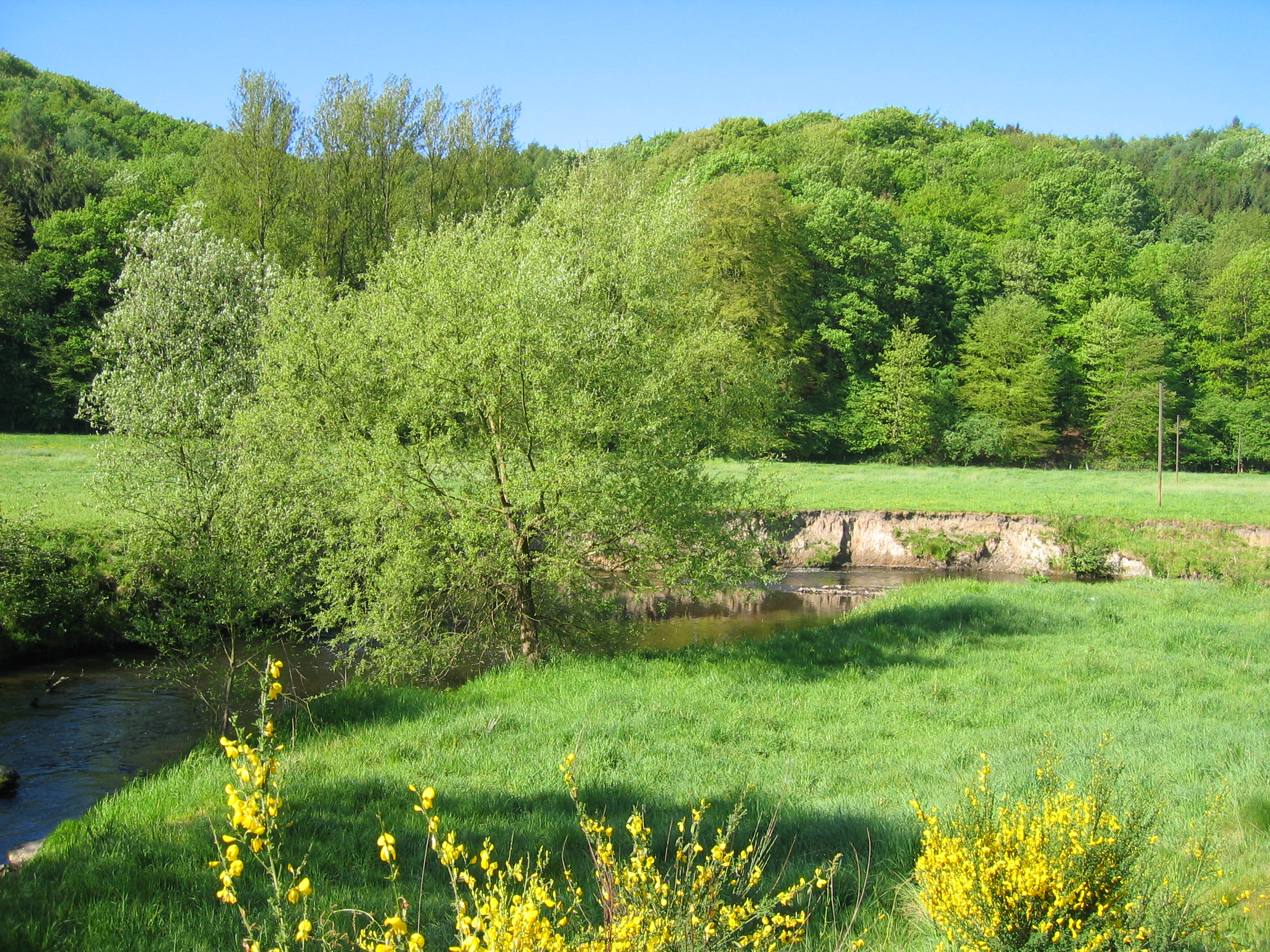
Meandros del Wurm cerca de Kohlscheid
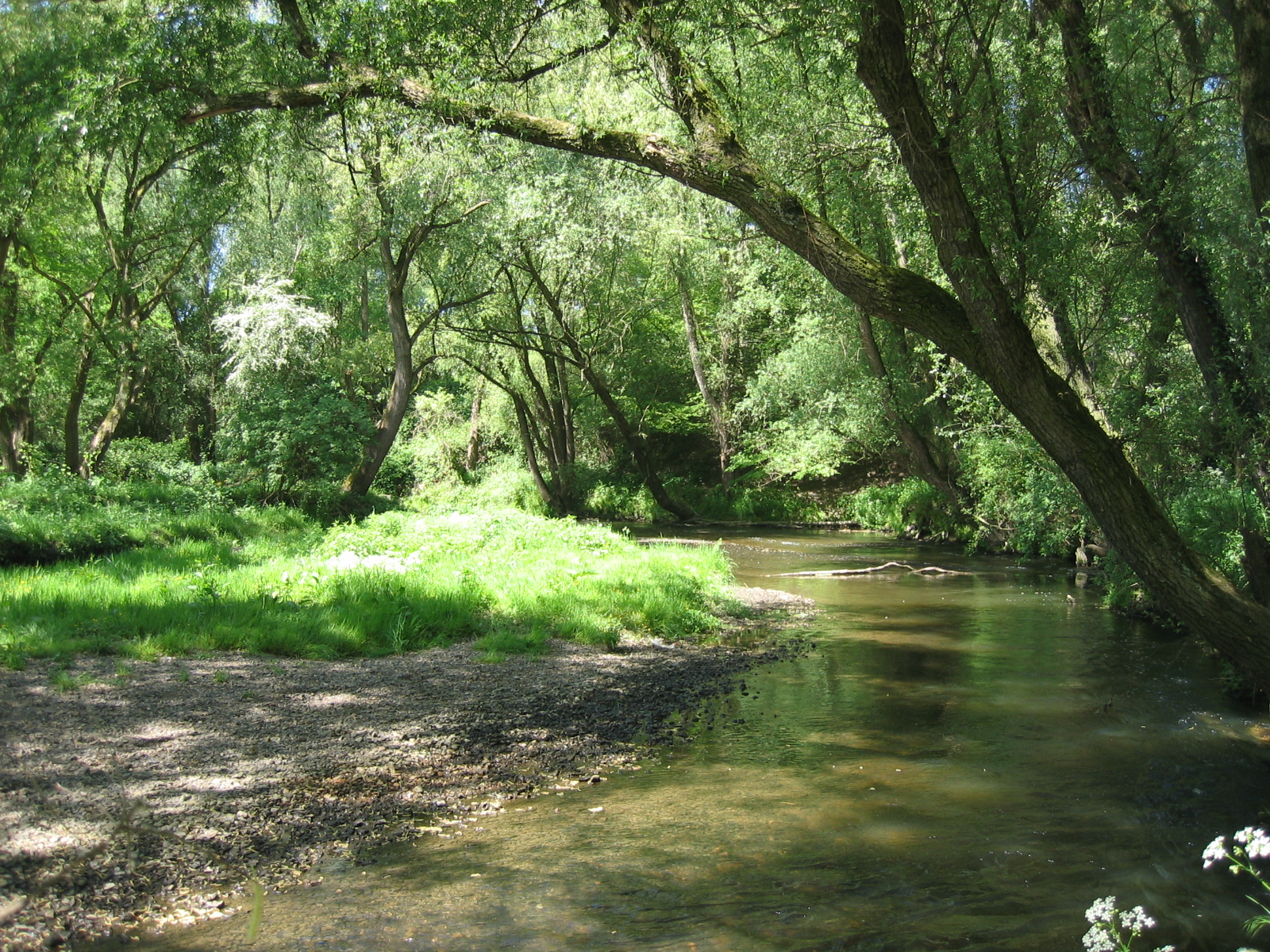
Paisaje natural
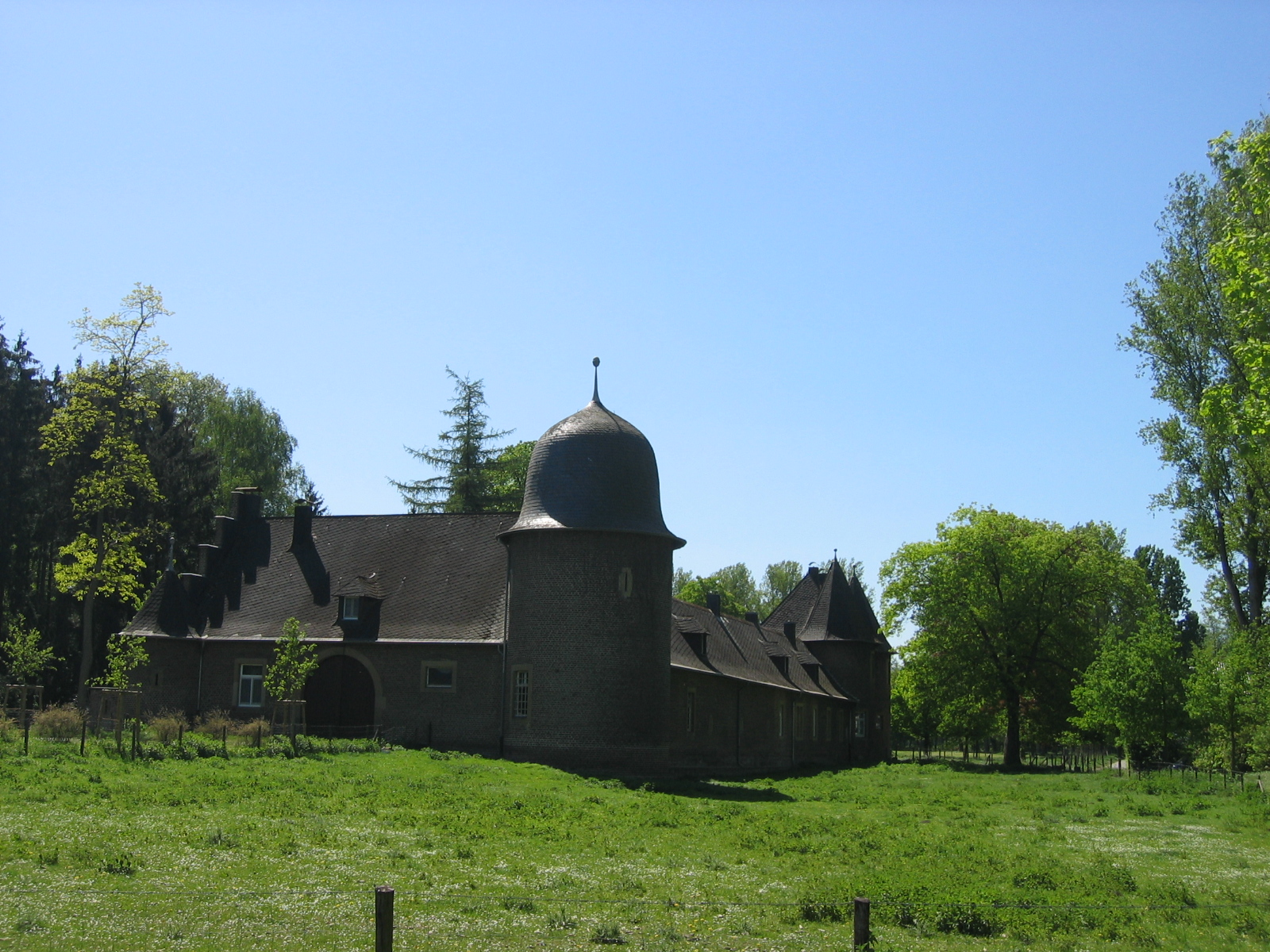
Palacio de Rimburg
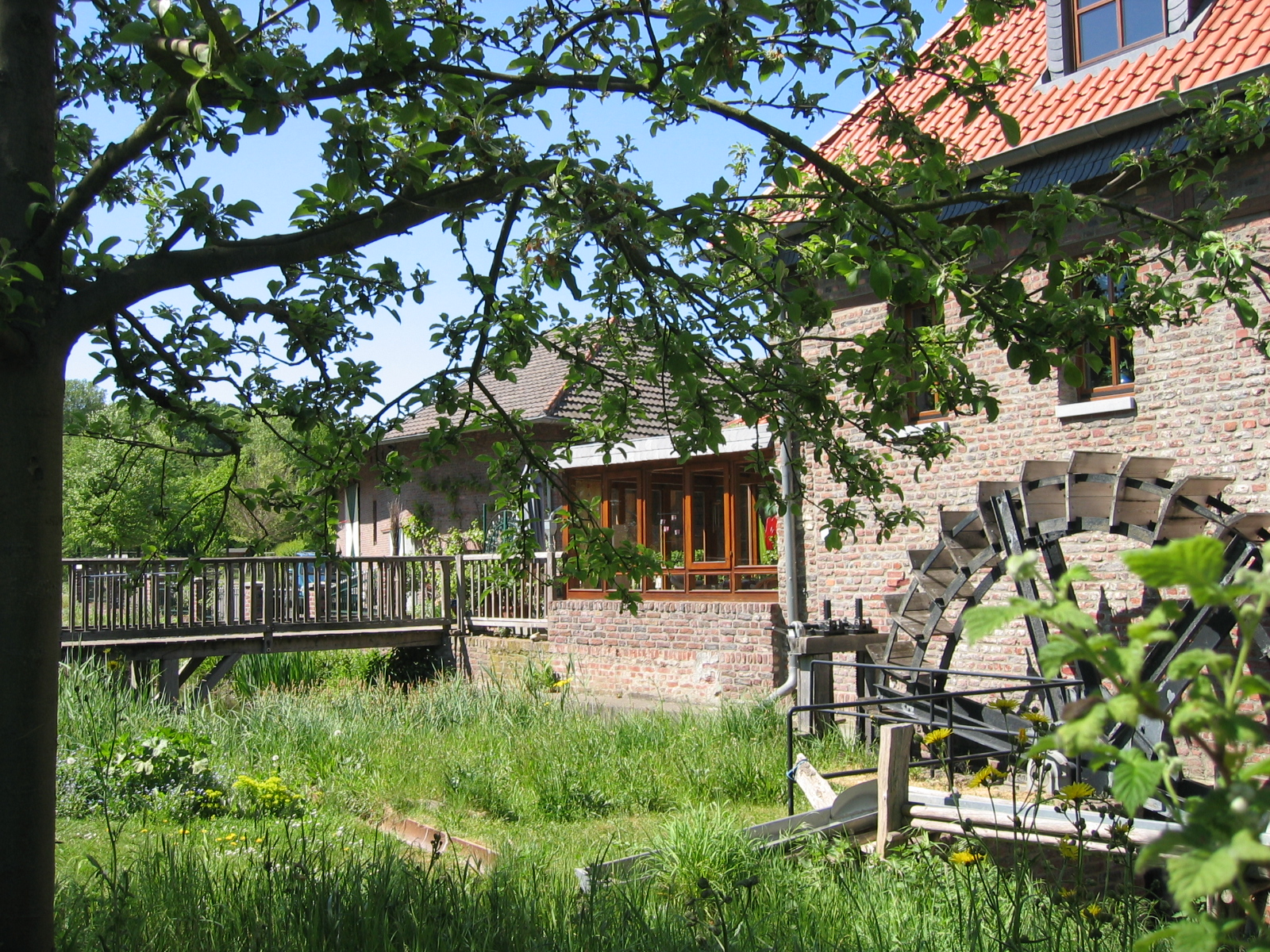
Antiguo molino de agua en Zweibrüggen
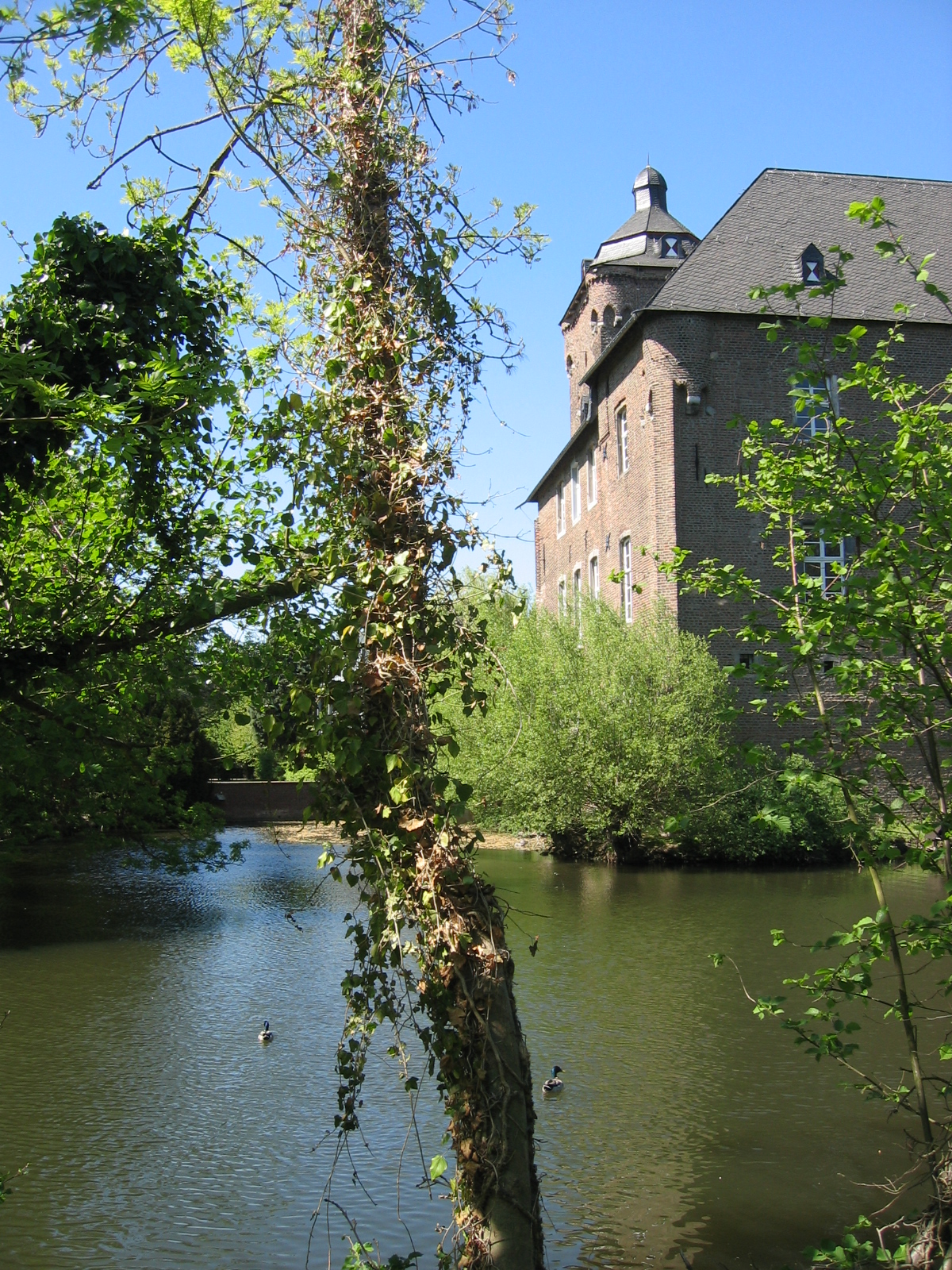
Palacio de Trips en Geilenkirchen
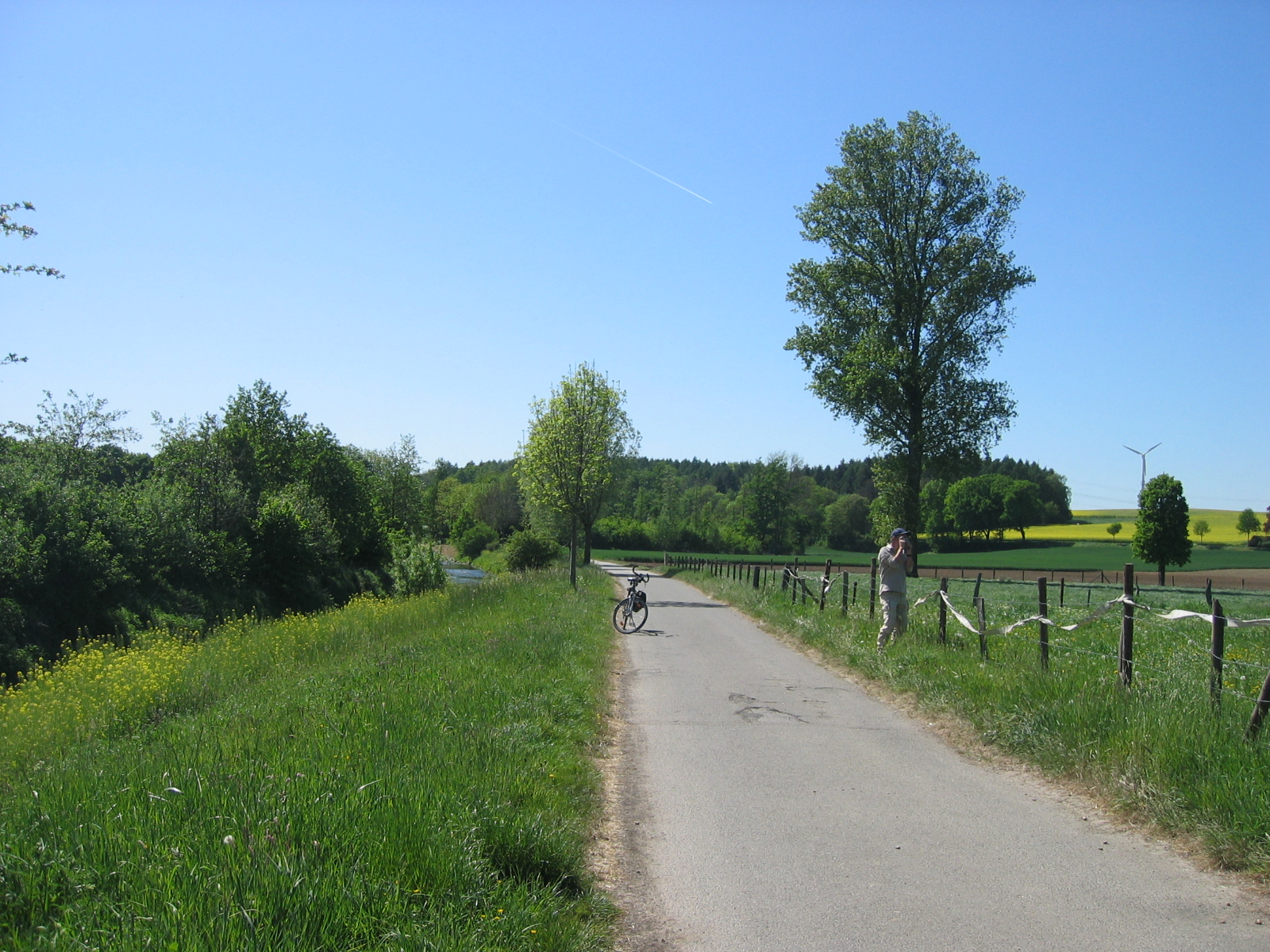
El Wurm cerca de Süggerath